# Лукайнена-де-лас-Торрес
Лукайнена-де-лас-Торрес (ісп. Lucainena de las Torres) — муніципалітет в Іспанії, у складі автономної спільноти Андалусія, у провінції Альмерія. Населення — 671 особа (2010).
Муніципалітет розташований на відстані близько 400 км на південь від Мадрида, 31 км на північний схід від Альмерії.
На території муніципалітету розташовані такі населені пункти: (дані про населення за 2010 рік)
- Лукайнена-де-лас-Торрес: 505 осіб
- Лос-Олівільйос: 8 осіб
- Полопос: 130 осіб
- Ла-Рамбла-Онда: 24 особи
- Ель-Сальтадор: 4 особи

## Демографія
Динаміка населення (INE ):